# Aeroportul Francisco B. Reyes
Aeroportul Francisco B. Reyes (IATA: USU, ICAO: RPVV) este un aeroport din Filipine ce deservește zona Coron⁠(d). Aeroportul a fost tranzitat în 2022 de 374.644 de pasageri.
Situat la o altitudine de 50 m, aeroportul dispune de o singură pistă. Este operat de Civil Aviation Authority of the Philippines⁠(d).